# Атглен (Пенсільванія)
Атглен (англ. Atglen) — місто (англ. borough) в США, в окрузі Честер штату Пенсільванія. Населення — 1313 особи (2020).

## Географія
Атглен розташований за координатами 39°56′51″ пн. ш. 75°58′30″ зх. д. / 39.94750° пн. ш. 75.97500° зх. д. (39.947508, -75.974987).  За даними Бюро перепису населення США в 2010 році місто мало площу 2,28 км², з яких 2,27 км² — суходіл та 0,02 км² — водойми.

## Демографія
Згідно з переписом 2010 року, у селищі мешкало 1406 осіб у 457 домогосподарствах у складі 379 родин. Густота населення становила 615 осіб/км².  Було 483 помешкання (211/км²).
Расовий склад населення:
| - 89,0 % — білих - 7,4 % — чорних або афроамериканців - 0,2 % — азіатів - 0,1 % — корінних американців - 1,8 % — осіб інших рас |

До двох чи більше рас належало 1,5 %. Частка іспаномовних становила 5,8 % від усіх жителів.
За віковим діапазоном населення розподілялося таким чином: 34,5 % — особи молодші 18 років, 57,2 % — особи у віці 18—64 років, 8,3 % — особи у віці 65 років та старші. Медіана віку мешканця становила 32,4 року. На 100 осіб жіночої статі у селищі припадало 94,7 чоловіків;  на 100 жінок у віці від 18 років та старших — 92,7 чоловіків також старших 18 років.
Середній дохід на одне домашнє господарство  становив 80 045 доларів США (медіана — 59 167), а середній дохід на одну сім'ю — 86 945 доларів (медіана — 69 563). Медіана доходів становила 50 781 долар для чоловіків та 49 792 долари для жінок. За межею бідності перебувало 4,7 % осіб, у тому числі 7,6 % дітей у віці до 18 років та 0,0 % осіб у віці 65 років та старших.
Цивільне працевлаштоване населення становило 776 осіб. Основні галузі зайнятості: освіта, охорона здоров'я та соціальна допомога — 28,1 %, виробництво — 20,1 %, роздрібна торгівля — 11,3 %, мистецтво, розваги та відпочинок — 10,6 %.